# Gnamptogenys bruchi
Gnamptogenys bruchi är en myrart som först beskrevs av Santschi 1922.  Gnamptogenys bruchi ingår i släktet Gnamptogenys och familjen myror. Inga underarter finns listade i Catalogue of Life.

## Bildgalleri

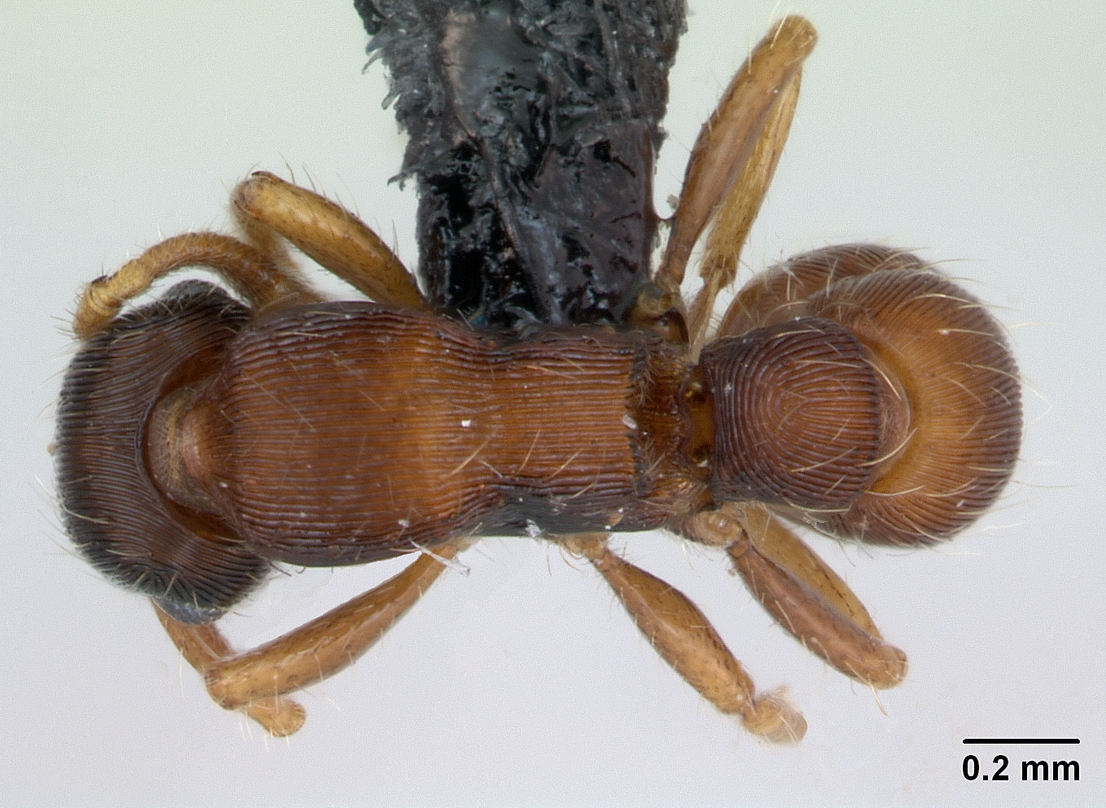
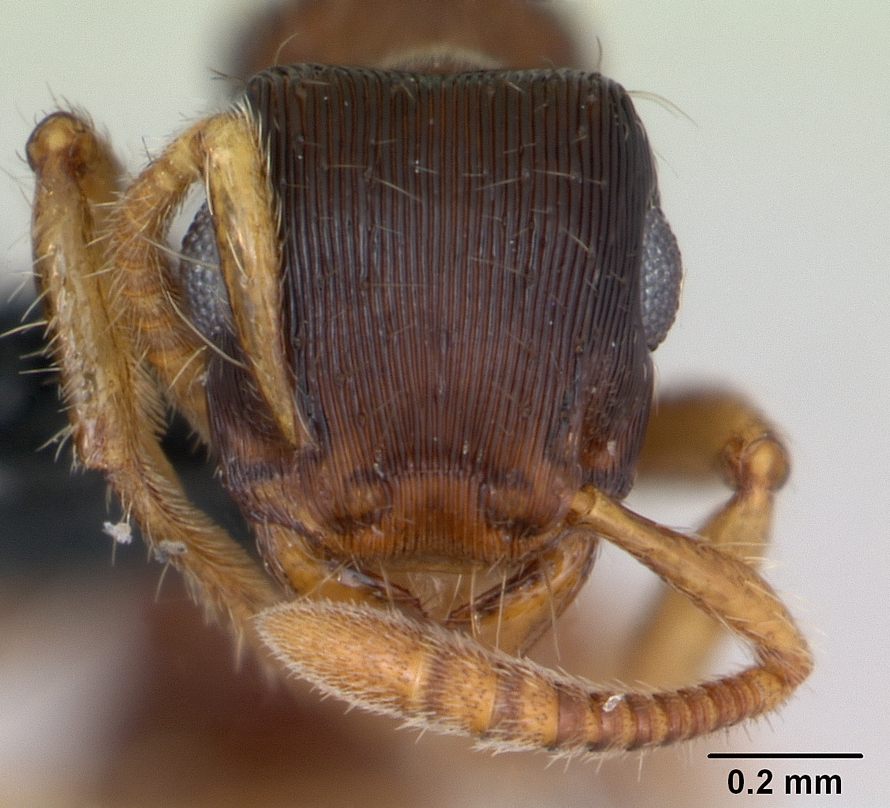
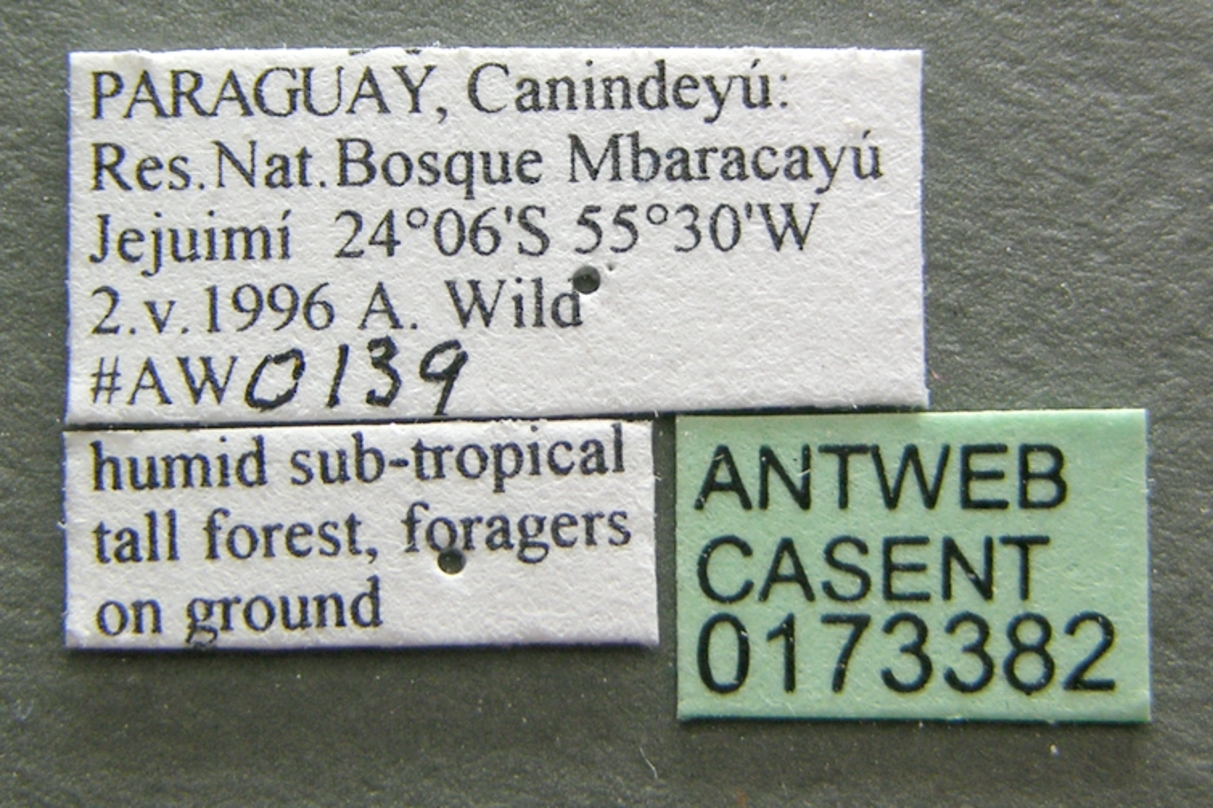
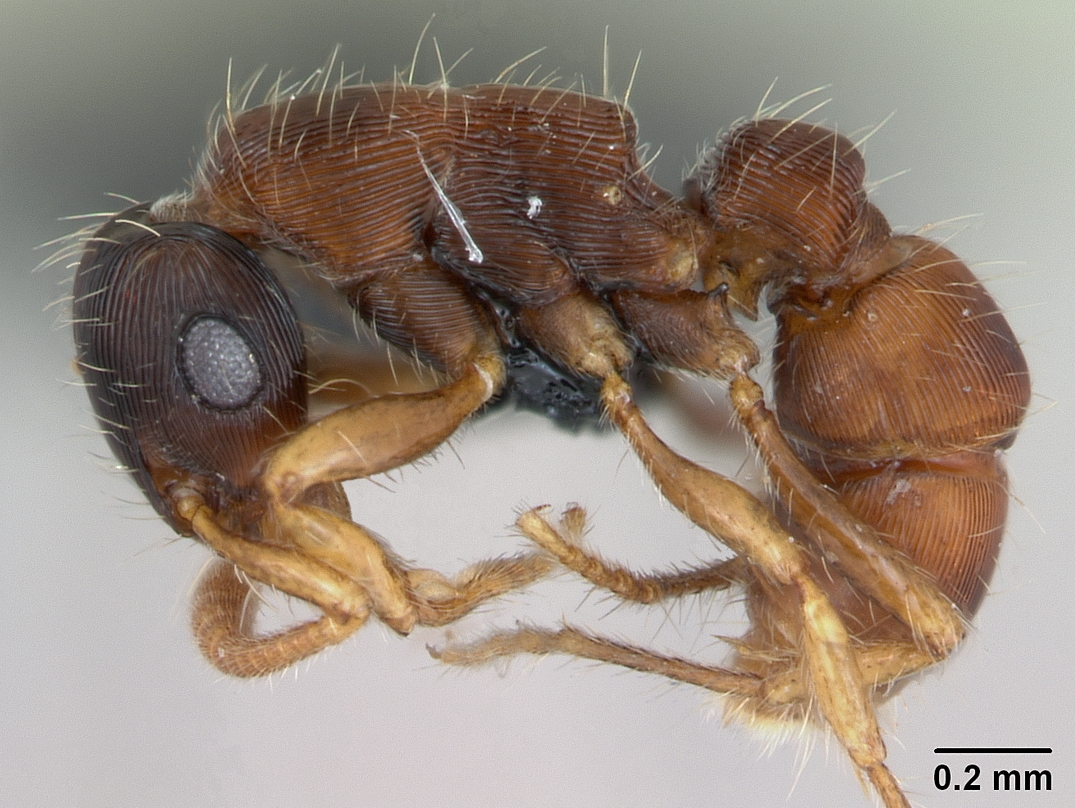